# 신도 (옹진군)
| Daedongyeojido (Gyujanggak) 13-05.jpg |  |
|                                       |  |

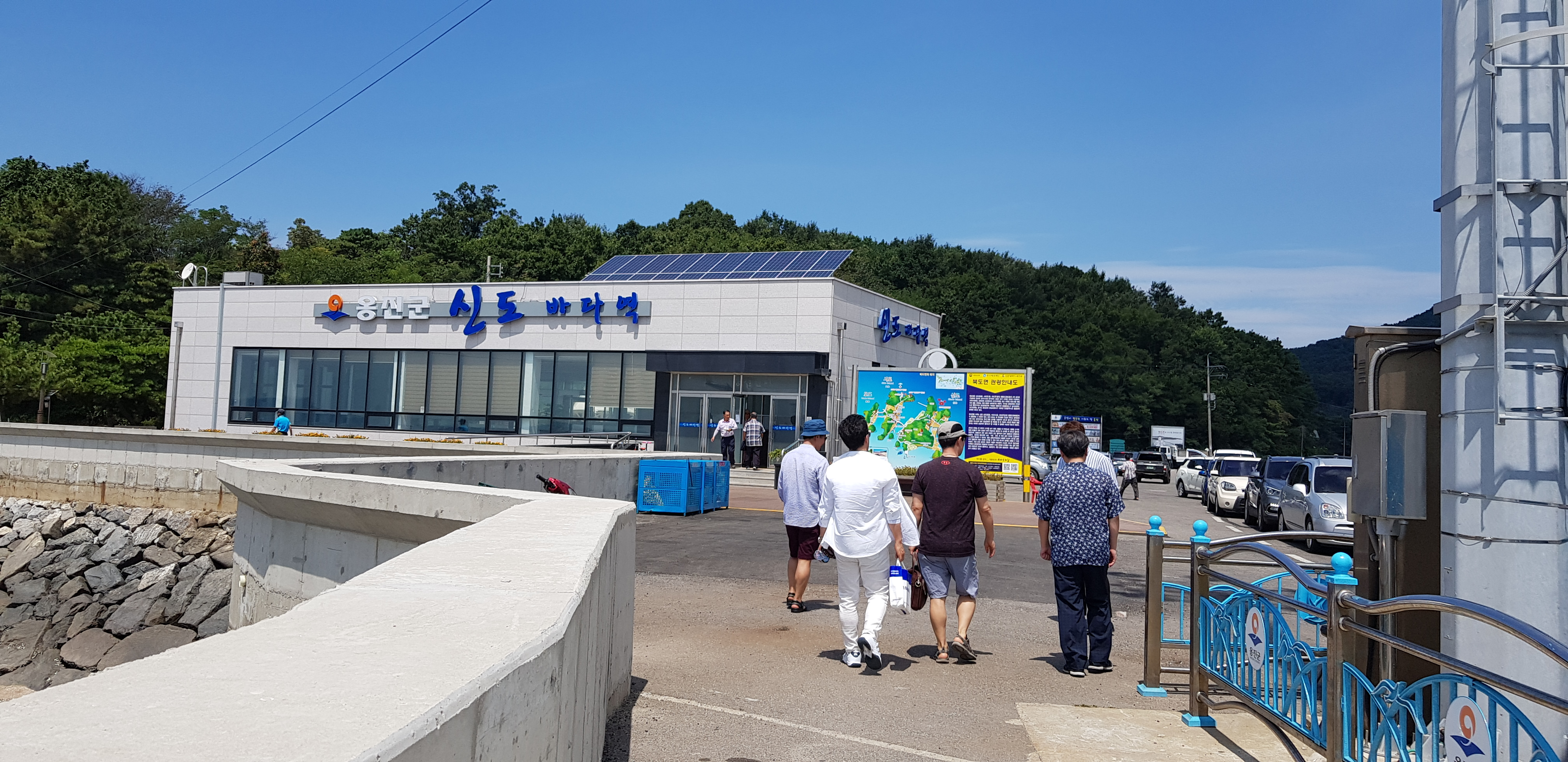
옹진군 신도항

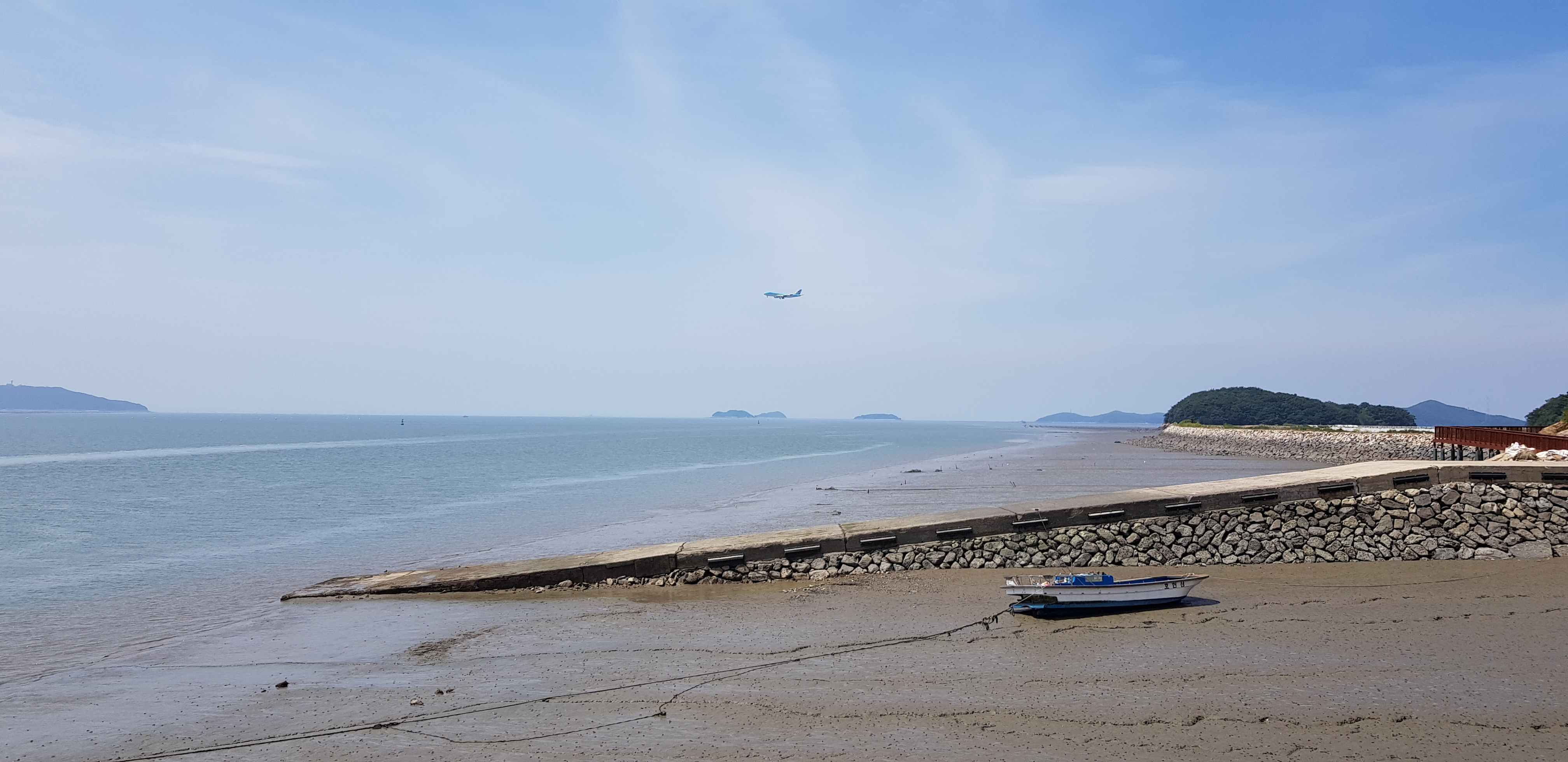
옹진군 신도바다

신도(信島)는 인천광역시 옹진군 북도면에 있는 면적 6.92 km2의 섬이다.
신도라는 명칭은 섬 주민들의 정직하고 후한 인심으로 서로 믿고 살아간다는 의미로 신도로 불리게 되었다. 장봉도에서 서쪽으로 20 km 떨어진, 장봉도의 부속도서인 신도와는 다른 섬이다.

## 같이 보기
- 시도
- 모도